# Лангстон (Алабама)
Лангстон (енгл. Langston) град је у америчкој савезној држави Алабама. По попису становништва из 2010. у њему је живело 270 становника.

## Демографија
Према попису становништва из 2010. у граду је живело 270 становника, што је 16 (6,3%) становника више него 2000. године.
| Група             | 2000.       | 2010.       |
| Белци             | 239 (94,1%) | 255 (94,4%) |
| Афроамериканци    | 8 (3,1%)    | 3 (1,1%)    |
| Азијати           | 0 (0,0%)    | 0 (0,0%)    |
| Хиспаноамериканци | 0 (0,0%)    | 0 (0,0%)    |
| Укупно            | 254         | 270         |